# Bözberg
Bözberg est une commune suisse du canton d'Argovie, située dans le district de Brugg.

Vue aérienne (1950).

## Histoire
Le 1er janvier 2013, la commune a été créée par la fusion de celles de Gallenkirch, Linn, Oberbözberg et Unterbözberg.